# کارل تی. کورتیس
کارل تی. کورتیس (به انگلیسی: Carl T. Curtis) سناتور سابق عضو حزب جمهوری‌خواه ایالات متحده آمریکا بود. وی در سال ۱۹۵۵ تا ۱۹۷۹ میلادی سناتور ایالت نبراسکا در سنای ایالات متحده آمریکا بود.